# Casa Donzelli (via Vincenzo Gioberti)
La Casa Donzelli es un palacio histórico de Milán en Italia situado en el nº 1 de la via Vincenzo Gioberti.

## Historia
El edificio fue construido entre el 1903 y el 1904 según el proyecto del arquitecto Ulisse Stacchini, quien realizó la Estación de Milán Central unos años más tarde.

## Descripción
El palacio presenta un estilo modernista (conocido como liberty en Italia) caracterizado por influencias de la Secesión de Viena en contraste con la corriente floreal del modernismo idealizada por Giuseppe Sommaruga. La fachada del edificio está dividida en cinco secciones verticales que alternan cemento y ladrillo. Balcones con barandillas de hierro forjado, logias y una banda de azulejos cerámicos con flores completan el conjunto decorativo.